# フランキ
フランキ (Franchi S.p.A.) は、イタリアの銃器製造企業。

## 社史
1868年にイタリアのロンバルディア州ブレシアで設立された。創設者はルイジ・フランキである。本社はガルドーネ・ヴァル・トロンピア。2024年現在はベレッタグループの傘下にある。
第二次世界大戦では、イタリア軍に納入される小火器の部品製造を行っていた。戦後は、イタリア軍の小火器調達に参入すべく、LF-57短機関銃やLF-58自動小銃などを開発したが、それぞれベレッタのM12短機関銃、BM59自動小銃が採用され、失敗に終わっている。LF-57はアフリカ諸国を中心に輸出も行われて1980年代まで販売されていたが、ベレッタM12やH&K MP5と競合したため、販売数は限定的だった。
その後は民生用ショットガンメーカーとして存続していたが、ヨーロッパでテロの脅威が高まると戦闘用ショットガンの開発を行った。有名なスパス12や、その発展型のスパス15などを開発・製造していたが、ネームバリューと比べ販売数は多くなく、同社が期待した程の売り上げはあがらなかった。
1980年代前半には、H&Kと業務提携を結び、ショットガンをOEM供給した。
1987年、業績不振からイタリアの重工業メーカーであるソシミの傘下に入った。この際、H＆Kとの提携も解消されたとみられる。さらに、1993年にはソシミ社が倒産したためベレッタの傘下に入り、現在に至っている。ベレッタは自社でもショットガンの開発能力があり、さらにフランキより先に、同じくショットガンメーカーであるベネリを傘下に入れていたこともあって、フランキの戦闘用ショットガンは不要と判断され、資料や製造機器などはすべて廃棄されたといわれる。現在のフランキは、主に狩猟分野の民生用銃器の製造を行っている。
日本で入手できるフランキブランドの製品には、散弾銃や空気銃などがある。

## 代表的な製品

### サブマシンガン
- フランキ LF-57[1]
- ソシミ・タイプ821

### アサルトライフル
- LF-58[1]
- LF-59[1]
- フランキ M641
- H&K G41 - ライセンス生産

### セミオートカービン
- パラ.22 カービン

### 散弾銃
- PAシリーズ
- フランキ・スパス12[1]
- フランキ・スパス15[1]
- フランキ LAW-12[1]
- PG80[1]
- HK502（OEM供給）[1]
- HK512（OEM供給）[1]

## グループ企業
- ベレッタ Beretta
- ベネリ Benelli
- サコ Sako